# قلعه قجیر شهریار
قلعه قجیر شهریار مربوط به دوره سلجوقیان است و در شهرستان شهریار، بخش ملارد، روستای قجیر واقع شده و این اثر در تاریخ ۱۱ شهریور ۱۳۸۲ با شمارهٔ ثبت ۹۸۹۹ به‌عنوان یکی از آثار ملی ایران به ثبت رسیده است.